# Communauté rurale de Niagha
La communauté rurale de Niagha est une communauté rurale du Sénégal située en Casamance, dans le sud du pays. 
Elle fait partie de l'arrondissement de Simbandi Brassou, du département de Goudomp et de la région de Sédhiou.